# РЛС «Дельта-М»
«Дельта-М» — мобільна двокоординатна когерентно-імпульсна РЛС кругового огляду «Дельта». Стаціонарна модифікація має назву СР-210.

## Основне призначення
- РЛС «Дельта-М»

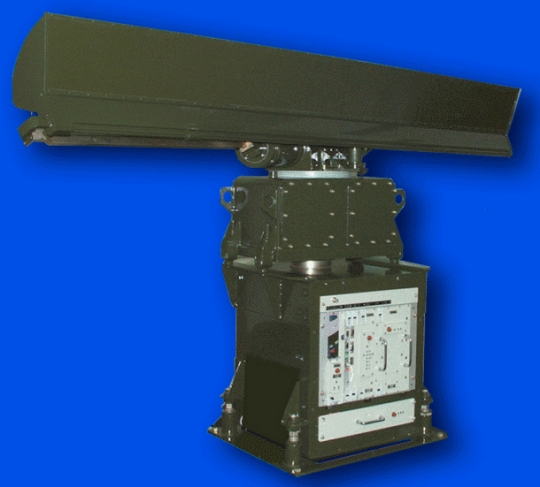
РЛС «Дельта-М»

- спостереження за повітряною і наземною обстановкою в зоні розташування особливо важливих об'єктів;
- контроль економічних і митних зон з метою запобігання контрабандних і терористичних дій.

## Забезпечує
- автоматичне виявлення і супровід літаків, вертольотів, дельтапланів, наземних і надводних цілей;
- реєстрацію відібраних траєкторій цілей і передачу даних по них поліцейським, прикордонним і митним службам і службі безпеки, а також формування сигналу тривоги.

Встановлюється на будівлях, вишках або на транспортних засобах (автомобілях, БТР, БМП і т. ін.), які при роботі розташовуються на пагорбах або на піднесених місцях для забезпечення необхідних умов огляду.

## Основні особливості
- Твердотіловий прийомо-передавач.
- Цифрове формування складномодульованих зондуючих сигналів.
- Цифрова обробка сигналів та траєкторної інформації.
- Висока ефективність виявлення рухомих цілей на тлі інтенсивних пасивних перешкод.
- Застосування сучасних алгоритмів автоматичного виявлення, що дозволяють позбутися хибних відміток цілей незалежно від існуючої завадової обстановки.
- Автоматичне вимірювання координат і формування трас рухомих цілей.
- Наочне відображення радіолокаційної обстановки на рідкокристалічному дисплеї.
- Автоматизоване керування режимами роботи від панельного комп'ютера.
- Документування результатів роботи.

| Найменування                                            | Дельта |
| ------------------------------------------------------- | --- |
| Призначення                                             | Берегова оглядова РЛС |
| Частотний діапазон                                      | Діапазон Х |
| Кількість вимірюваних координат                         | 2 |
| Точність по куту місця                                  | 0,17 … 0,23о |
| Точність по дальності                                   | 15—20 м |
| Супровід трас по повітряних цілях                       | 100 трас |
| Супровід трас по надводних цілях                        | 100 трас |
| Обертання антени                                        | 5; 10; 20 об/хв |
| Поляризация                                             | Горизонтальна |
| Коефіцієнт шуму                                         | 3,5 дБ |
| Допплерівська                                           | Є апаратура, що реалізовує |
| Захист від активних перешкод                            | MTI та FFT |
| Надійність                                              | Частотне перелаштування, комплексна протидія (рознос частот сигналу, зміна періоду повторення імпульсів, логарифмічна обробка, переналаштування частоти)     |
| Напрацювання на відмову                                 | Висока |
| Середній час відновлення                                | 8000 годин |
| Використовувані технології                              | Сучасні технології |
| Виявлення повітряних цілей і надводних цілей            | Для навідних цілей — радіогоризонт Для повітряних цілей 30—35 км (RCS = 2—3 м²)                                                                              |
| Індикатор (тактичний індикатор)                         | LCD кольоровий — може бути інтегрована з різними РЛС, лініями зв'язку, системами управління та контролю, системами РЕБ і навігаційними системами             |
| Ширина променя                                          | 1,2° в горизонтальній 10° у вертикальній з можливістю управління бісектрисою променю від −10° до +50°                                                        |
| Тип передавача                                          | Твердотільний |
| Режими роботи передавача                                | 8 частотних каналів |
| Індикатор відображення обстановки                       | Дальність 96 км. Відображення відеосигналів і даних про траси цілей у реальному режимі часу.                                                                 |
| Інтерфейси                                              | Не менше 3 портів RS-232, RS-422 і опціонні дані по трасах (NEMA 183 / Sentense; TTM) доступні (для подальшого використання) Інтерфейс з компасом, GPS, AIS. |
| Виявлення сплесків / снарядів                           | РЛС дає змогу виявляти сплески / вибухи снарядів, що падають в море.                                                                                         |
| Час приведення РЛС в готовність з вимкненого стану, хв. | 2 |
| Прийнята на озброєння і пройшла випробування            | Пройшла випробування в складі стаціонарного берегового поста в 2010 році і прийнята на озброєння 31.01 2011.                                                 |
| Напруга живлення                                        | 220 В, 50 Гц |

## Застосування
РЛС «Дельта-М» встановлені на малі броньовані артилерійські катери проєкту 58155 «Гюрза-М».
Після прийняття цієї РЛС на озброєння Військово-морських сил ЗС України 31 січня 2011 року було передбачено включити її у берегову систему спостереження ВМС ЗС України.
Після окупації Кримського півострова плани розгортання мережі спостереження не були реалізовані і лише у 2019—2020 роки стало відомо про наміри розгорнути пости спостереження на Тендерівській косі, у Скадовську та Бердянську.
Для цього вже були замовлена проєктно-кошторисна документація на будівництво веж радіотехнічних постів у названих місцях.
Збірно-розбірна металева споруда вежі має мати загальну висоту у 25 метрів, яка складається з секцій максимальною довжиною — 7 метрів та вагою — до 30 тонн.
Окрім планів ВМС ЗС України по створенню мережі радіотехнічних постів, вони є й у цивільному використанні — регулювання руху суден філії «Дельта-лоцман». Також у складі Державної прикордонної служби України, у тому числі в населеному пункті Скадовськ та Бердянськ, тобто фактично створюється дублююча структура.
На початку вересня 2019 року Херсонський прикордонний загін ДПСУ оголосив тендер на придбання 50-метрових веж для постів технічного спостереження у Скадовську та Хорлах, а у травні 2020 року для посту в Рибаківці, що поблизу Очакова.
Пости мають бути обладнані стаціонарною версією РЛС — станцією кругового огляду СР-210.